# 宮澤一人
宮澤 一人（みやざわ かずと、1952年11月11日 - ）は日本のクラシック音楽の作曲家。2004年作曲の『主題の無い７つの変奏曲』が第73回日本音楽コンクール第1位等、受賞及び入選歴多数。

## 経歴
昭和52年武蔵野音楽大学大学院音楽研究科作曲専攻修了。同年4月より徳島大学教育学部助手から同大学総合科学部教授まで昇進。現在、同大学総合科学部名誉教授。

## 作風
非常に職人芸を徹底したエクリチュールと現場主義のオーケストレーションで知られる。管楽器を最初に履修した故か、サウンドヴィジョンが明確なのも特徴。戦後前衛以後のイディオムを参照しているとはいえ、恐らくカール・アマデウス・ハルトマンやピーター・メニンといったシンフォニストの響きも念頭に置かれている。